# Barskiwald
Koordinaten: 53° 34′ 11″ N, 56° 19′ 25″ O

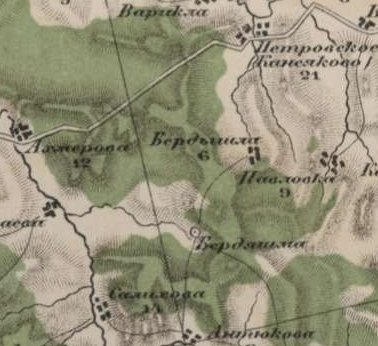
Achmerowskiwald und Barskiwald (1872)

Der Barskiwald (russisch Барский лес) ist ein Wald in Baschkortostan in Russland. Seine Fläche beträgt etwa 14 km². Er liegt südlich der Straße R316 (Sterlitamak–Magnitogorsk) innerhalb des Rajons Ischimbai im Nordosten des Gemeindegebiets von Ischimbai. Er erreicht in seinen höchsten Lagen knapp 320 m.
Im Barskiwald wachsen Eichen und Linden.